# Niebieski parasol
Niebieski parasol; tytuł oryginalny The Blue Umbrella – amerykański, barwny film animowany wyprodukowany przez Pixar Animation Studios i Walt Disney Pictures, i wyreżyserowany przez Saschka Unselda, będącego jednocześnie autorem scenariusza. Produkcja ma charakter krótkometrażowy i ma na celu prezentacje najnowszych możliwości techniki animacji  fotorealistycznej. 

## Fabuła
W ciągu 7 minut filmu obserwujemy jak w trakcie deszczowej pogody, w duży mieście niebieski  parasol (mężczyzna), obdarzony ludzkimi cechami nawiązuje kontakt wzrokowy z czerwonym parasolem (kobietą). Rzecz rozgrywa się w tłumie na przejściu dla pieszych. Zauroczony czerwonym parasolem tytułowy niebieski parasol pragnie za nim podążać po zmianie świateł. Niestety właściciel niebieskiego parasola ma zupełnie inne plany i aby odnaleźć swój obiekt zauroczenia niebieski parasol wyrywa się z rąk właściciela i leci niesiony wiatrem, unikając różnych opresji z pomocą różnych narzędzi, czy urządzeń drogowych obdarzonych w filmie podobnie jak parasole – ludzkimi cechami.